# Лузитанс B
«Лузитанс B» (порт. Futebol Club Lusitanos B, кат. Futbol Club Lusitans B) — андоррский футбольный клуб из Андорра-ла-Вельи, выступающий во втором дивизионе Андорры. Является фарм-клубом «Лузитанса», который выступает в чемпионате Андорры. Домашние матчи проводит на стадионах Федерации футбола Андорры.

## История
В сезоне 1999/00 была основана команда «Лузитанс». В своём первом сезоне «Лузитанс» одержал победу во втором дивизионе Андорры и стал играть в чемпионате Андорры. Уже в следующем сезоне во втором дивизионе стала играть команда «Лузитанс B», сумевшая сходу занять второе место в турнире, уступив лишь «Ранжерсу». Также в этом сезоне команда дошла до 1/4 финала Кубка Андорры, что является её наилучшим результатом за всю историю выступления в данном турнире.
Сезон 2008/09 принёс команде третье место, а сезон 2009/10 — второе. Наибольшего успеха в Сегона Дивизио команда добилась в сезоне 2010/11, сумев стать победителем турнира, однако фарм-клубу по правилам первенства нельзя было перейти высший дивизион и команда продолжила выступления Сегона Дивизио. В последующих двух сезонах команде удавалось завоевать бронзовые и серебряные награды второго дивизиона. Весной 2014 года дублёры «Лузитанса» дошли до полуфинала Кубка Федерации, где в двухматчевом противостоянии уступили дублёрам «Унио Эспортива Санта-Колома» (6:8). В следующем, 2015 году формат турнира изменился и «Лузитанс B» занял итоговое 4 место.
20 сентября 2015 года «Лузитанс B» потерпел самое крупное поражение в своей истории от «Женлая» со счётом (0:14). Сезон 2015/16 стал провальным для дублёров «Лузитанса», команда в 23 играх не набрала ни одного очка, проиграв во всех матчах и пропустив 129 голов.

## Стадион

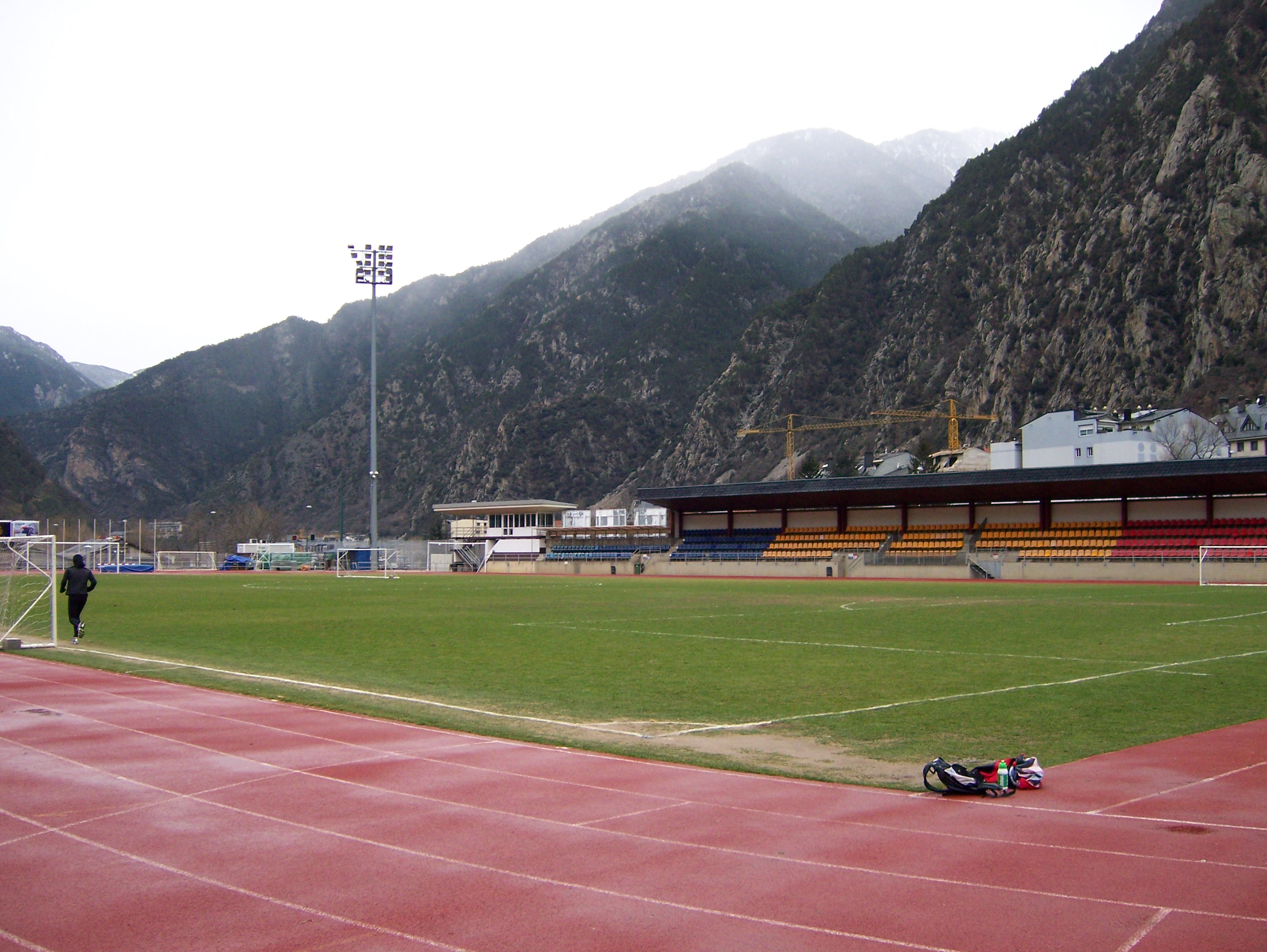
Стадион «Комуналь д’Ашоваль»

Футбольная федерация Андорры проводит матчи Примера и Сегона Дивизио на принадлежащих ей стадионах. Также федерация распределяет стадионы и поля для тренировок для каждой команды. Стадион «Комуналь д’Ашоваль» расположен на юге Андорры в Сан-Жулиа-де-Лория и вмещает 899 зрителей. Иногда матчи проводятся в приграничном с Андоррой испанском городе Алас-и-Серк, на стадионе «Сентре Эспортиу д'Алас», вмещающем 1500 человек или на тренировочном поле в Ордино.

## Достижения
- Победитель Сегона Дивизио (1): 2010/11
- Серебряный призёр Сегона Дивизио (2): 2000/01, 2009/10
- Бронзовый призёр Сегона Дивизио (2): 2008/09, 2011/12

## Главные тренеры
- Филлипе Бусто Гуерра (2012—2013)[15]
- Жорге Диого Маркес Феста Симоес (2015—2016)[16]
- Висенте Муньос Кастелланос (2016—н. в.)[17]

## Статистика
| Сезон   | Дивизион       | Место в чемпионате                    | И  | В  | Н | П  | ГЗ | ГП  | О  | Кубок Андорры | Кубок Федерации | Примечание |
| ------- | -------------- | ------------------------------------- | -- | -- | - | -- | -- | --- | -- | ------------- | --------------- | ---------- |
| 2000/01 | Сегона Дивизио | 2 из 7                                | 6  | 3  | 2 | 1  | 8  | 5   | 11 | 1/4 финала    |                 |            |
| 2001/02 | Сегона Дивизио | 5 из 7                                | 12 | 5  | 2 | 5  | 17 | 18  | 11 |               |                 |            |
| 2002/03 | Сегона Дивизио | 7 из 7                                | 12 | 1  | 1 | 10 | 11 | 30  | 4  | 1/16 финала   |                 |            |
| 2003/04 | Сегона Дивизио | 7 из 9                                | 16 | 6  | 1 | 9  | 27 | 29  | 19 | 1/16 финала   |                 |            |
| 2004/05 | Сегона Дивизио | 7 из 8                                | 14 | 4  | 0 | 10 | 21 | 35  | 12 | 1/16 финала   |                 |            |
| 2005/06 | Сегона Дивизио | 7 из 7                                | 12 | 2  | 1 | 9  | 8  | 28  | 7  | 1/8 финала    |                 |            |
| 2006/07 | Сегона Дивизио | 7 из 8                                | 14 | 3  | 3 | 8  | 26 | 41  | 12 | 1/16 финала   |                 |            |
| 2007/08 | Сегона Дивизио | 4 из 9                                | 16 | 7  | 2 | 7  | 39 | 30  | 23 | 1/16 финала   |                 |            |
| 2008/09 | Сегона Дивизио | 3 из 7                                | 18 | 8  | 4 | 6  | 40 | 26  | 28 | 1/8 финала    |                 |            |
| 2009/10 | Сегона Дивизио | 2 из 8                                | 20 | 13 | 1 | 6  | 49 | 19  | 40 | 1/8 финала    |                 |            |
| 2010/11 | Сегона Дивизио | 1 из 10                               | 23 | 18 | 2 | 3  | 78 | 22  | 56 | 1/16 финала   |                 |            |
| 2011/12 | Сегона Дивизио | 3 из 10                               | 18 | 12 | 2 | 4  | 54 | 18  | 38 | 1/16 финала   |                 |            |
| 2012/13 | Сегона Дивизио | 2 из 12                               | 22 | 14 | 2 | 6  | 60 | 32  | 44 | 1/16 финала   |                 |            |
| 2013/14 | Сегона Дивизио | 5 из 15                               | 14 | 8  | 3 | 3  | 30 | 22  | 27 | 1/16 финала   | Полуфинал       |            |
| 2013/14 | Сегона Дивизио | Не принимала участие во втором раунде |    |    |   |    |    |     |    | 1/16 финала   | Полуфинал       |            |
| 2014/15 | Сегона Дивизио | 5 из 11                               | 10 | 5  | 2 | 3  | 30 | 28  | 17 | 1/8 финала    | 4 место         |            |
| 2014/15 | Сегона Дивизио | Не принимала участие во втором раунде |    |    |   |    |    |     |    | 1/8 финала    | 4 место         |            |
| 2015/16 | Сегона Дивизио | 12 из 14                              | 23 | 0  | 0 | 23 | 10 | 129 | 0  |               |                 |            |
| 2016/17 | Сегона Дивизио | 10 из 10                              | 18 | 2  | 0 | 16 | 21 | 86  | 6  |               | 4 место         |            |
| 2016/17 | Сегона Дивизио | Не принимала участие во втором раунде |    |    |   |    |    |     |    |               | 4 место         |            |